# Pilour
Pilour (Pennantia) je jediný rod čeledi pilourovité vyšších dvouděložných rostlin z řádu miříkotvaré. Jsou to dřeviny s jednoduchými střídavými listy a pětičetnými květy, rozšířené v Austrálii, na Novém Zélandu a na ostrově Norfolk.

## Popis
Zástupci rodu pilour jsou keře a stromy s jednoduchými střídavými listy. Druh Pennantia cunninghamii dorůstá až výše 30 metrů. Odění je složeno z jednoduchých přímých a hákovitých chlupů a z krátkých žlaznatých chlupů. Listy jsou celokrajné nebo na okraji vroubkované až tupě zubaté. Žilnatina je zpeřená. V paždí žilek na spodní straně listů jsou přítomna drobná domatia, obydlená symbiotickými roztoči kteří účinně redukují mikrobiální flóru na povrchu rostlin.
Květy jsou pětičetné, v úžlabních nebo vrcholových latách, jednopohlavné nebo oboupohlavné. Kalich je redukován v nízký lem. Korunní lístky jsou volné. Tyčinek je 5 a jsou volné. Semeník je svrchní, srostlý ze 2 nebo 3 plodolistů, s jediným pouzdrem. Plodem je jednosemenná peckovice.

## Rozšíření
Rod pilour zahrnuje 4 druhy a je rozšířen ve východní Austrálii, na Novém Zélandu a na ostrově Norfolk.

## Taxonomie
V minulosti byl rod Pennantia řazen do čeledi Icacinaceae.
V současné taxonomii je považován za bazální větev řádu miříkotvaré (Apiales).